# Oederemia umovii
Oederemia umovii är en fjärilsart som beskrevs av Eduard Friedrich Eversmann 1846. Oederemia umovii ingår i släktet Oederemia och familjen nattflyn. Inga underarter finns listade i Catalogue of Life.